# Castlevania: The Arcade
Castlevania: The Arcade, выпущенная в Японии под названием Akumajō Dracula: The Arcade (яп. 悪魔城ドラキュラ THE ARCADE Demon Castle Dracula: The Arcade), — аркадная игра во франшизе Castlevania от Konami. Игра была анонсирована 23 июля 2008 года. Игра вышла в Японии 2 октября 2009 года. Европейский релиз был анонсирован в 2009 году, но появлялся лишь на тестовых площадках в 2008 году.

## Игровой процесс
Игровой процесс похож на такие игры как The House of the Dead. Игроки используют специальный светодиодный пульт дистанционного управления. Пульт имеет две кнопки. Верхняя кнопка для большого пальца, используемая для активации кнута, побуждает игроков махать пультом перед экраном чтобы наносить урон врагам. Нижняя кнопка для указательного пальца используется для активации дополнительного оружия, такого как ножи или кресты. Дополнительное оружие пополняется путем сбора сердец (до 25), разбросанных на каждом уровне в форме разрушаемых свечей и деревянных ящиков.
В игру могут играть до двух игроков одновременно. Персонажи в игре включают Охотника на вампиров, Леди Стрелок и Маленькую Ведьму.

## Звук
Саундтрек Castlevania: The Arcade был выпущен на Akumajou Dracula Best Music Collections Box, комплекте из 18 CD-дисков, содержащем музыку из многих частей Castlevania. Музыка из The Arcade была представлена на диске номер 17.